# Hironori Ishikawa
Hironori Ishikawa (jap. 石川 大徳 Ishikawa Hironori; ur. 6 stycznia 1988) – japoński piłkarz występujący na pozycji pomocnika.

## Kariera klubowa
Od 2008 do 2016 roku występował w klubach Mito HollyHock, Sanfrecce Hiroszima, Vegalta Sendai, Oita Trinita, Thespakusatsu Gunma i SC Sagamihara.